# Mons Delisle
Pour les articles homonymes, voir Delisle.
Le Mons Delisle est un massif montagneux lunaire, d'un diamètre de 30 kilomètres à sa base, approximativement situé en 29, −36. Il doit son nom au cratère Delisle à une quinzaine de kilomètres au nord-est.